# Lactobacillus hilgardii
Lactobacillus hilgardii è una specie di batterio appartenente alla famiglia delle Lactobacillaceae.